# Nils Tydén

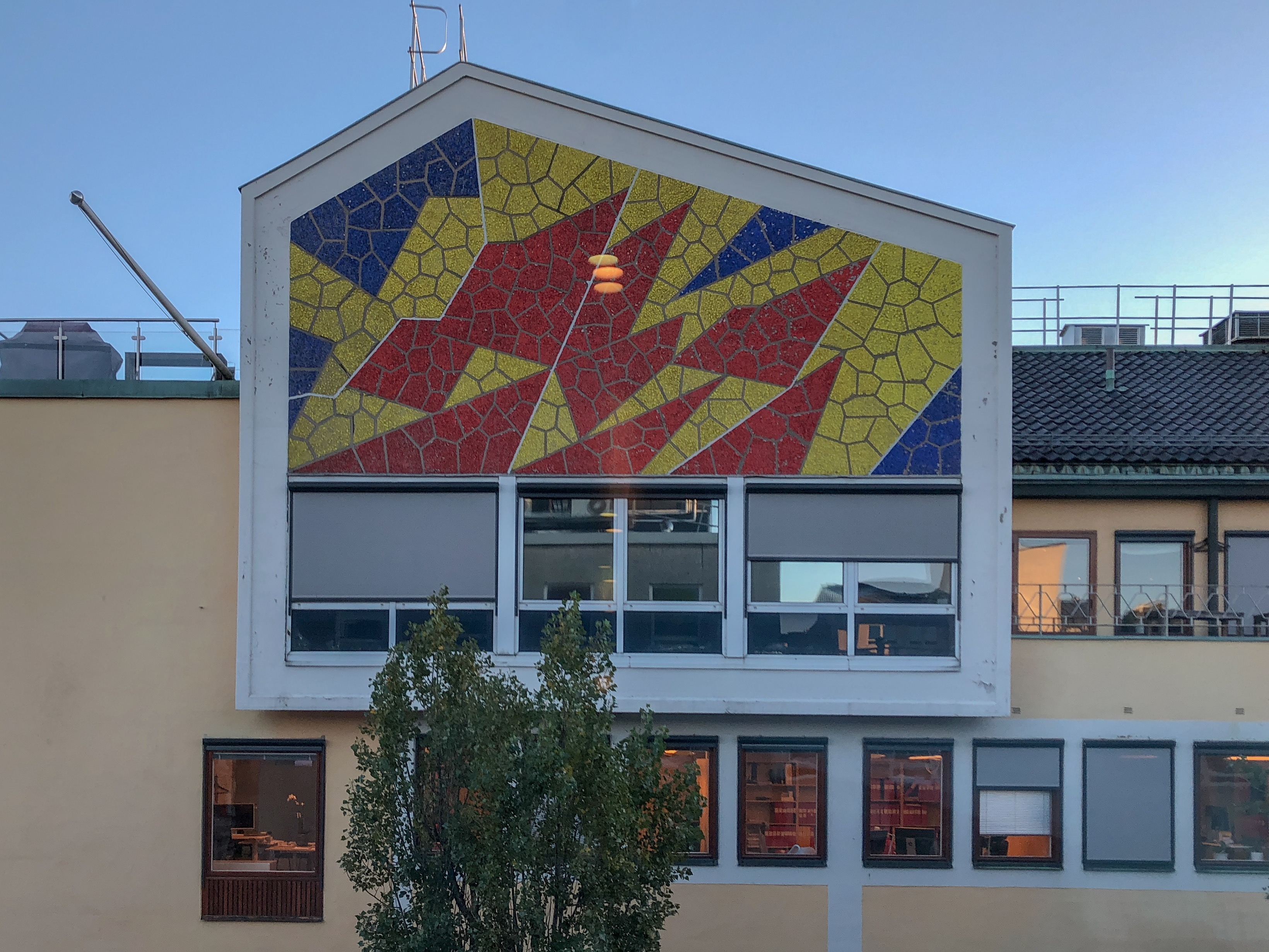
Mosaikdekoration på f.d. Arbetsförmedlingen på Luntmakargatan.

Nils Lennart Verner Tydén, född 28 juli 1889 i Stockholm, död 8 maj 1976 i Maria församling i Stockholm, var en svensk målare och tecknare. 
Han var son till tjänstemannen Frans Olof Tydén och Anna Axelina Brandt, och från 1928 gift med konstnären Maj Jerndahl-Tydén.
Tydén studerade vid Althins målarskola 1910 och vid Wilhelmsons målarskola 1917, samt under studieresor till Frankrike, Österrike och Italien. 
Separat har han ställt ut i bland annat Norrköping 1939 och tillsammans med Eric Hallström i Göteborgs konsthall 1943. Tillsammans med sin fru, Nils Nilsson och Inge Schiöler ställde han ut på det Svensk-franska konstgalleriet i Stockholm 1931. Han har även medverkat i ett stort antal av Sveriges allmänna konstförenings salonger sedan början av 1920-talet och Svenskt folkliv i svensk konst, från Gustav III:s tid till Gustav V:s dagar på Nordiska museet i Stockholm, samt den intimistiska utställningen på Waldemarsudde 1958. 
Hans konst räknas till den intimistiska vilket betyder att man inringar hans konst till det konstnärliga ursprung bland de konstnärer som 1917–1923 höll till i Sjövillan vid Smedsudden utanför Stockholm. Till hans mer betydande verk under perioden 1917–1923 räknas Balen på Smedsudden och Flottistdans. Influerad av Johan Sevenbom och Elias Martin fördjupade han sig i slutet av 1920-talet i vedutabilder av Stockholm, med detaljrika panoramor över den havsomslutande staden sedd från söders höjder. Ett exempel på detta är den stora målningen Utsikt från Kooperativa förbundets hus från 1927.
Han tilldelades Svenska konstnärernas förenings nyinrättade stipendium 1964.
Bland hans offentliga arbeten märks en mosaikdekoration på Arbetsförmedlingen på Luntmakargatan i Stockholm, och på beställning av Björn Hedvall utförde han två stycken exteriörmosaiker till Hökarängens skola.
Hans konst består av landskapsmotiv från havsstränder och öar från Stockholms skärgård, ofta med blommande ängar, dessutom stadsbilder från Stockholm och Strömmen samt större väggdekorationer. 
Tydén är representerad i Moderna museet, Norrköpings Konstmuseum , Jämtlands läns museum i Östersund, Litografiska museet och Stockholms stadsmuseum.
Nils Tydén är begravd på Norra begravningsplatsen utanför Stockholm.